# Вроцериж
Вроцериж (пол. Wrocieryż) — село в Польщі, у гміні Міхалув Піньчовського повіту Свентокшиського воєводства.
Населення — 330 осіб (2011).
У 1975-1998 роках село належало до Келецького воєводства.

## Демографія
Демографічна структура на день 31 березня 2011 року:
|          | Загалом | Допрацездатний вік | Працездатний вік | Постпрацездатний вік |
| -------- | ------- | ------------------ | ---------------- | -------------------- |
| Чоловіки | 173     | 39                 | 112              | 22                   |
| Жінки    | 157     | 28                 | 92               | 37                   |
| Разом    | 330     | 67                 | 204              | 59                   |